# Nikkei 225
Nikkei 225 (někdy zkráceně Nikkei nebo Index Nikkei) je japonský akciový index. Vypočítává se na základě pohybu 225 nejvýznamnějších akciových titulů japonských společností obchodovaných na tokijské burze. Nikkei je svým charakterem obdobný indexu Dow Jones Industrial Average.
Nikkei 225 je vypočítáván společností Nikkei od roku 1950.
Od roku 1970 index vypočítávají japonské noviny The Nihon Keizai, himbun.
15. února 2021 překonal Nikkei 225 hranici 30 000 bodů, což je největší zisk za více než 30 let. Důvodem růstu je program měnových stimulů zavedený Bankou Japonska s cílem zmírnit finanční dopady pandemie covidu-19.
Podle stavu ke konci roku 2022 má na index největší vliv společnost Tokyo Electron (TYO: 8035).

## Výpočet indexu
Index se vypočítá stanovením součtu „upravených cen akcií“ a dělením tohoto součtu na „dělitel“. „Upravená cena“ akcie je její cena vynásobená na činitel úpravy ceny. Činitel úpravy ceny je obvykle totožný 1 pro většinu akcií, ale je nižší u akcií s relativně vysokou cenou. „Dělitel“ se mění, když se změní koš akcií a během rozdělení akcií nebo obráceného rozdělení akcií, aby se zabránilo náhlé změně indexu v důsledku uvedených netržních událostí.
Index Nikkei 225 se skládá z akcií společností. Nejsou zahrnuty akcie podílových fondů, fondy obchodované na burze, nemovitostní fondy a prioritní akcie. Jsou vybrány nejvíce obchodované akcie. Pokud společnost v indexu vypadne kvůli fúzi nebo úpadku, hledá se náhrada ve stejném tržním sektoru.
Od ledna 2010 je index aktualizován každých 15 sekund během obchodních seancí. Zároveň je seznam společností zahrnutých do Nikkei 225 revidován jednou ročně, v říjnu.